# Julius James
Julius James est un footballeur international trinidadien né le 9 juillet 1984 à Maloney Gardens. Il évolue au poste de défenseur pour le Republic de Sacramento en USL et la sélection trindadienne. 

## Carrière
Il débute en sélection nationale le 3 septembre 2008 face à la Guyana.

## Palmarès
- Soccer Bowl 2014